# 55-я дивизия морской пехоты
55-я дивизия морской пехоты (55 дмп) — соединение морской пехоты в составе ВМФ СССР и ВМФ РФ.

## История

### Советский период
55-я дивизия морской пехоты является формированием, созданным в послевоенное время.

#### 390-й мотострелковый полк
В августе — сентябре 1945 года в Советско-японской войне в резерве 1-го Дальневосточного фронта находился 87-й стрелковый корпус (87-й СК), в составе которого находилась 342-я стрелковая дивизия (2-го формирования) (342-я сд).
342-я сд была сформирована в ноябре 1944 года в составе 2-й Армии Дальневосточного фронта.
15 марта 1945 года Указом Президиума Верховного Совета СССР полкам 342-й сд были вручены Боевые знамёна.
342-я сд в составе 87-го СК 2-й армии преодолев хребет Малый Хинган, дошла с боями до г. Хобей в Северной Маньчжурии.
23 августа 1945 года 357-му стрелковому полку 342-й сд за проявленное мужество и героизм была объявлена благодарность Верховного Главнокомандующего И.Сталина.
С 23 по 26 августа 1945 года 357-й сп в составе 342-й сд был передислоцирован из Владивостока в порт Маока на острове Сахалин.
В 1957 году 342-я сд переформирована в 56-ю мотострелковую дивизию (56 мсд) а 357-й сп был переформирован в 390-й мотострелковый полк (390 мсп).

#### Возрождение морской пехоты
В 1963 году руководство ВС СССР пересматривает отношение к Военно-морскому флоту. По замыслу руководства, требовались формирования которые могли бы перебрасываться на кораблях и решать боевые задачи на суше в различных регионах мира. По существу предлагалось воссоздать такой род войск как морская пехота, который был расформирован в 1956 году.
Согласно директиве Министерства обороны от 7 июня 1963 года № орг/3/50340 336-й гвардейский мотострелковый полк 120-й гвардейской мотострелковой дивизии был переформирован в отдельный полк морской пехоты под этим же номером.
Также поступили на всех остальных флотах ВМФ СССР, где были созданы полки морской пехоты. Новые полки формируются на базе мотострелковых полков переподчинённых из состава военных округов штабам флотов.
На базе 390-го мотострелкового полка 56-й мсд переданного из состава Дальневосточного военного округа в состав Краснознамённого Тихоокеанского флота было решено создать 390-й отдельный полк морской пехоты (390-й опмп) с дислокацией в н.п. Славянка Приморского края.

#### Создание 55-й дивизии

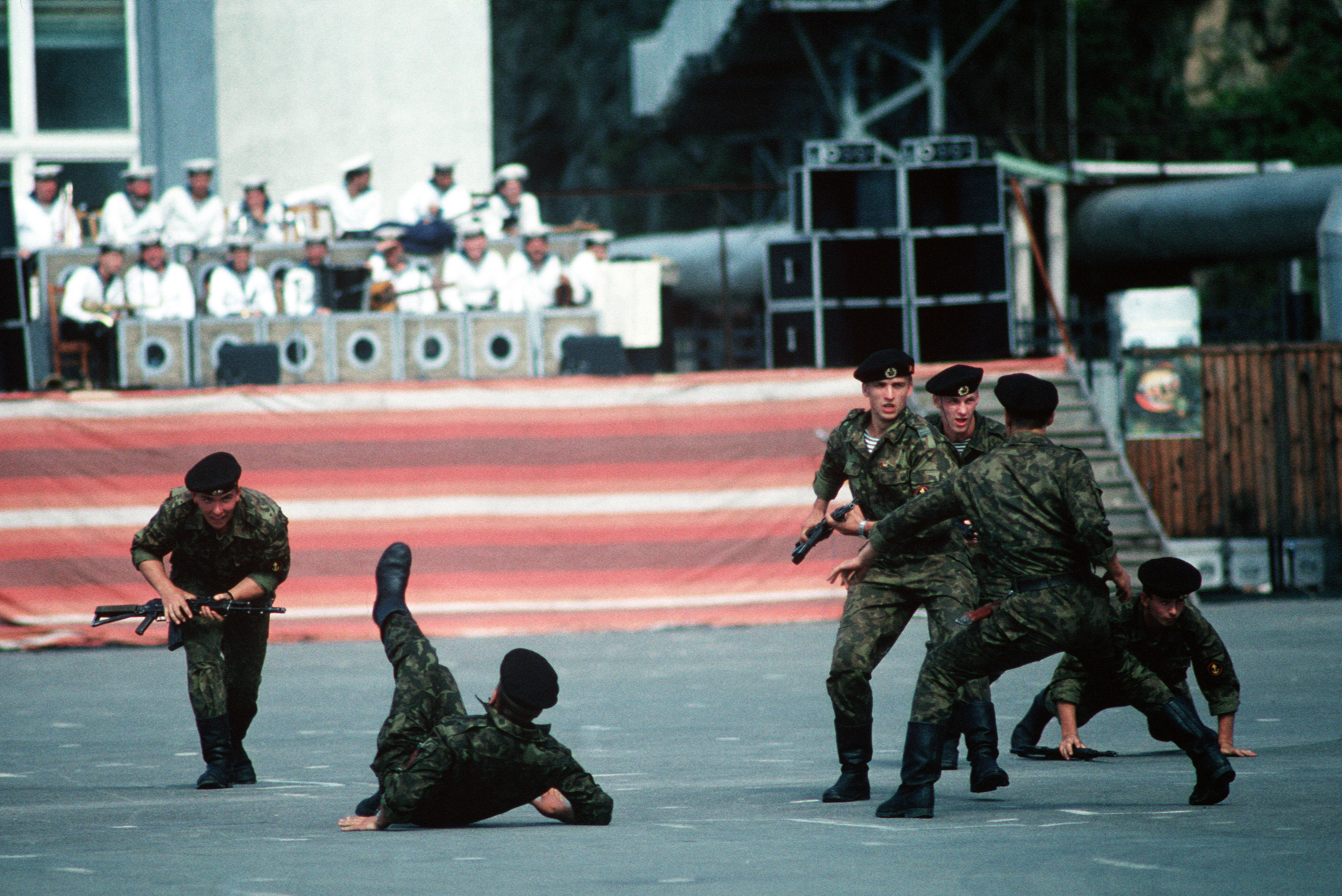
Матросы 55-й дивизии морской пехоты
демонстрируют приёмы рукопашного боя.
Владивосток. 1 сентября 1990 года

В середине 1967 года руководством ВС СССР было принято решение о создании соединения морской пехоты в составе КТОФ.
В период с августа 1968 года по 1 декабря 1968 года на базе 390-го отдельного полка морской пехоты (390-й омп) КТОФ была сформирована 55-я дивизия морской пехоты.
Позже, приказом Министра Обороны СССР от 22 февраля 1971 года № 007 — 1 декабря объявлено «Днём части» (под частью понимается Управление 55-й дмп).
Полное наименование 55-й дмп стало: 55-я дивизия морской пехоты.
Для развёртывания полков 55-й дмп были привлечены подразделения морской пехоты с других флотов ВМФ СССР. К примеру рота 336-го отдельного гвардейского полка морской пехоты из состава Краснознамённого Балтийского флота и рота 61-го отдельного полка морской пехоты из состава Краснознамённого Северного флота.
В состав развёрнутой 55-й дмп на конец 1968 года входили:
- Управление 55-й дмп (в/ч 30926) — Владивосток
- 106-й полк морской пехоты (в/ч 31226) — Владивосток
- 165-й полк морской пехоты (в/ч 10735) — Владивосток
- 390-й полк морской пехоты (в/ч 36324) — н.п. Славянка
- 150-й танковый полк (в/ч 10768) — Владивосток
- 129-й отдельный реактивный артиллерийский дивизион (в/ч 10752) — н.п. Славянка
- 288-й отдельный зенитный ракетно-артиллерийский дивизион (в/ч 39188) — Владивосток
- 263-й отдельный разведывательный батальон (в/ч 31154) — н.п. Славянка
- 1484-й отдельный батальон связи (в/ч 10780) — н.п. Славянка
- 509-й отдельный инженерно-десантный батальон (в/ч 78282) — н.п. Славянка
- 186-й отдельный морской инженерный батальон (в/ч 40159) — н.п. Раздольное
- 240-й отдельный ремонтно-восстановительный батальон (в/ч 31176) — Владивосток
- 1623-й отдельный противотанковый дивизион (в/ч 95176) — Владивосток
- 398-й отдельный батальон материального обеспечения (в/ч 63867) — Владивосток
- 5-я отдельная рота химической защиты (в/ч 49351) — н.п. Славянка
- 82-я медико-санитарная рота (в/ч 70133) — Владивосток
- 68-я автомобильная рота (в/ч 40735) — н.п. Славянка

Личный состав 55-й дмп к окончанию полного формирования достиг 7000 человек
В 1980 году, в июне, 129-й отдельный реактивный артиллерийский дивизион был развёрнут в 921-й артиллерийский полк морской пехоты (в/ч 10752).
288-й отдельный зенитный ракетно-артиллерийский дивизион был развёрнут в 923-й зенитно-ракетный полк.
К 1990 году личный состав 55-й дмп был сокращён до 5000 человек.
Нумерация некоторых частей 55-й дмп в полном наименовании, даваемая в некоторых источниках, не совпадает с нумерацией упоминаемой ветеранами воинских частей.

#### Участие дивизии в военных учениях
55-я дмп принимала участие в учениях:
- «Метелица-1969»;
- «Океан-1970»;
- «Восток-1972»;
- «Весна-1975»;
- «Океан-1975»;
- «Амур-1975»;
- «Запад-1981».

150-й танковый полк в 1972 году и З90-й полк морской пехоты в 1990 году были награждены вымпелом МО СССР «За мужество, воинскую доблесть и высокую морскую выучку».

#### Дивизия в период Холодной войны
За период с конца 60-х годов по конец 80-х, военнослужащие 55-й дмп около 50 раз выходили в плавание на кораблях КТОФ для несения боевой службы в Тихом и Индийском океанах. Они оказывали помощь Вооружённым силам Народной Демократической Республики Йемен, проводили совместные учения с вооружёнными силами Эфиопии и Вьетнама, посещали Ирак, Иран, Пакистан, Индию, Шри-Ланка, Сомали, Гвинею, Мальдивы, Сейшелы, Анголу, Мозамбик.
Из личного состава 55-й дмп награждены орденами и медалями более 300 офицеров, прапорщиков, сержантов и матросов.
С 1974 по 1976 годы личный состав выполнял специальные боевые задачи в Эфиопии, НДРЙ, в которых на тот момент шли гражданские войны (Война за независимость Эритреи и Гражданская война в НДРЙ).
В феврале 1978 года усиленная рота морской пехоты с танковым взводом из состава З90-го полка морской пехоты под командованием майора Ушакова, выполнила боевую задачу по эвакуации дипломатического представительства СССР из порта Массауа в Эфиопии.
В 1978 году подразделения 55-й дмп обеспечивали эвакуацию советских специалистов, пункта материально-технического обеспечения и узла связи из Сомали.
За выполнение этих боевых задач командирам подразделений были вручены награды:
- Орден Боевого Красного Знамени — майор Ушков В. К.;
- Орден Красной Звезды — подполковник Осипенко, майоры Тихончук, Оселедец и Жевако[6][1].

В 80-е года сводный отряд от 55-й дмп был откомандирован на военно-морскую базу Камрань во Вьетнаме. За годы пребывания в Камрани погибло 44 морских пехотинца.

### Постсоветский период

#### Участие дивизии в боевых действиях

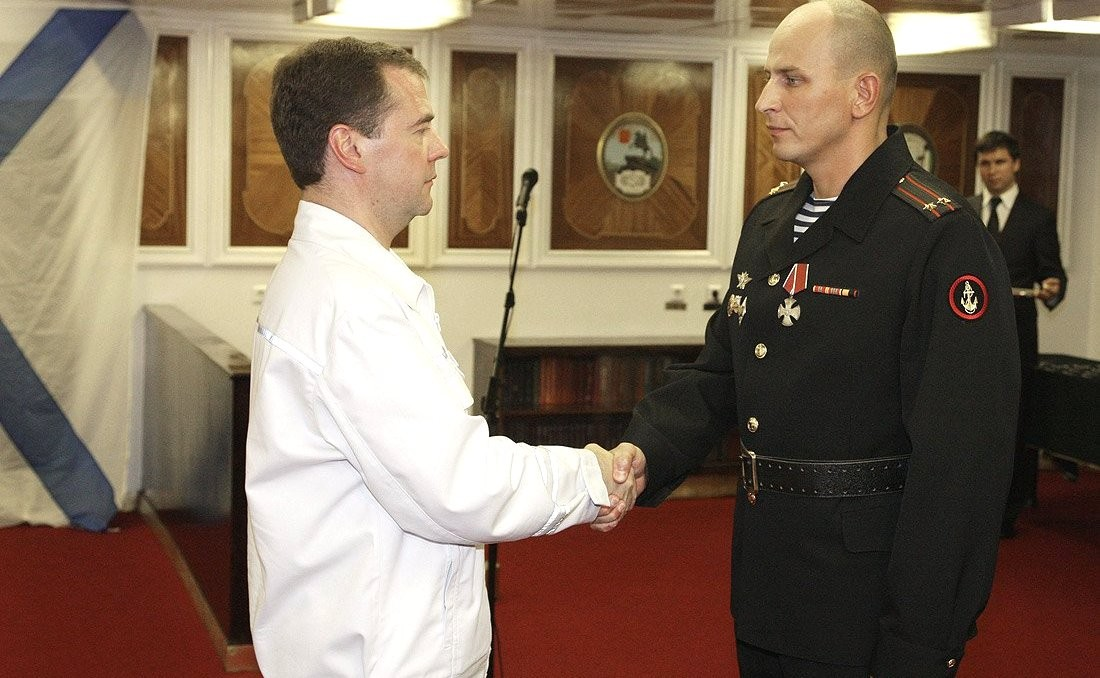
Президент России Дмитрий Медведев награждает орденом Мужества подполковника Олега Кистанова,
заместителя командира 106-го полка 55-й дивизии морской пехоты

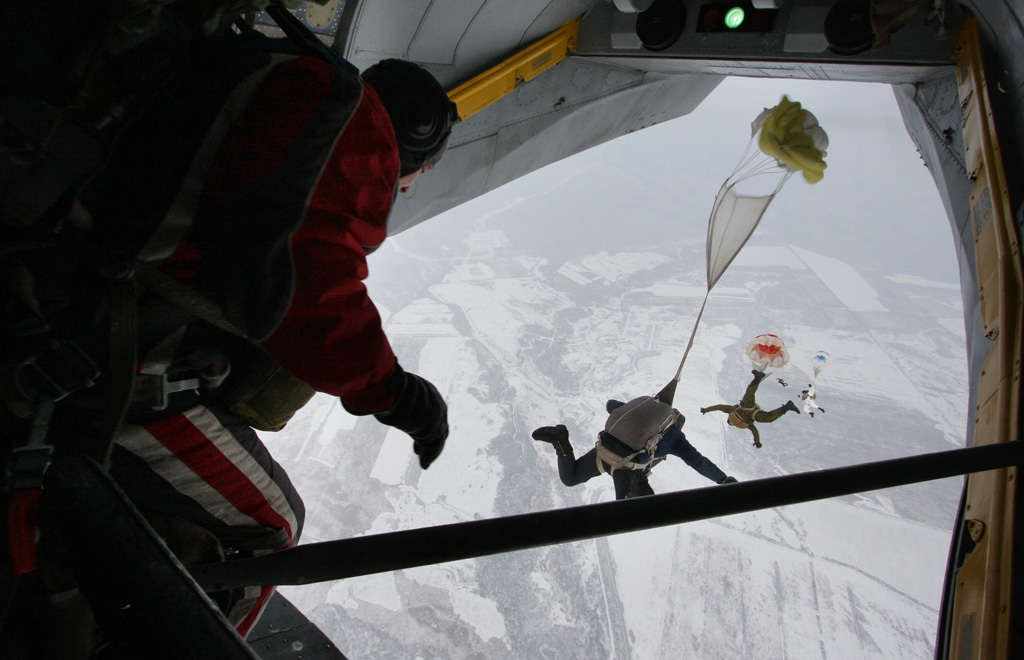
Парашютисты 55-й дивизии морской пехоты
выполняют десантирование с Ан-26
Приморский край. 21 января 2009 года

Воинские части 55-й дмп участвовали в Первой чеченской войне.
В период с января по апрель 1995 года в боевых действиях на территории Чечни принимал участие 165-й полк морской пехоты (165-й пмп).
В период с апреля по июнь 1995 года 165-й полк морской пехоты был заменён сводной полковой тактической группировкой 106-го полка морской пехоты.
Формально в боевых действиях из формирований морской пехоты участвовали только 165-й пмп и 106-й пмп 55-й дмп. В действительности, в связи с острым кадровым вопросом и неукомплектованностью подразделений личным составом, на Северный Кавказ была отправлена сводная полковая тактическая группировка в которую вошли военнослужащие из разных воинских частей 55-й дмп, сводных батальонов морской пехоты Балтийского и Северного флотов.
Также в состав сводных полков 55-й дмп включались военнослужащие от других соединений КТОФ. К примеру Герой России Фирсов Сергей, включённый в состав сводной группировки 165-го пмп, служил в 141-м гвардейском танковом полку 40-й дивизии береговой обороны береговых войск КТОФ.

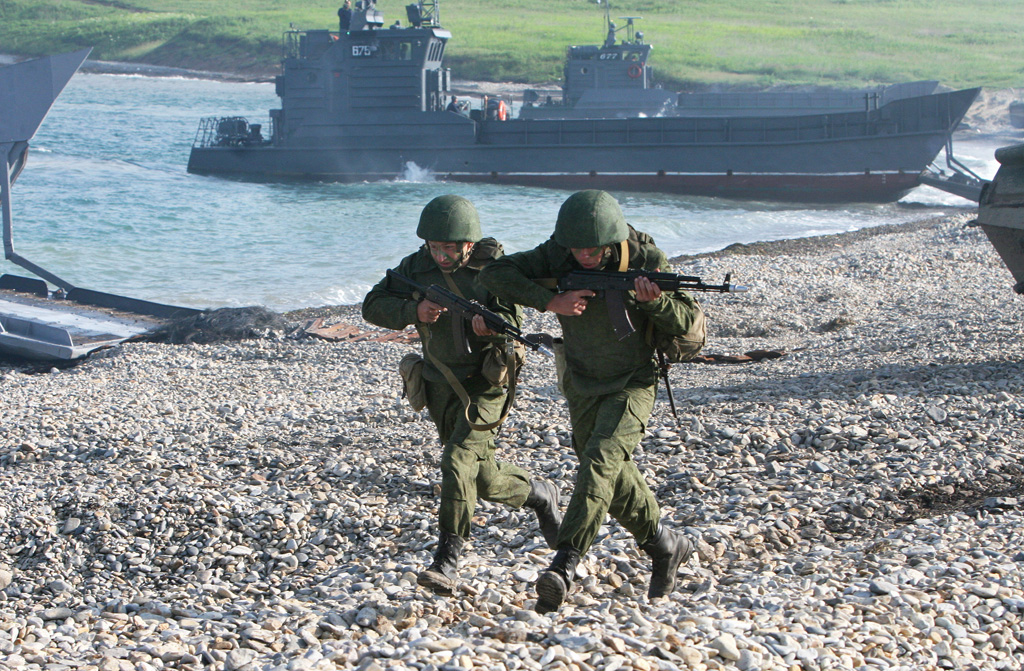
Матросы 155-й бригады морской пехоты
при высадке десанта на мысе Клерка, в ходе учений «Восток-2010».
4 июля 2010 года

Всего в период с января по июнь 1995 года личный состав 55-й дмп потерял убитыми 61 военнослужащего.
За мужество проявленное в бою награждены орденами и медалями 2400 военнослужащих.
5 человек посмертно удостоены звания Герой Российской Федерации.

#### Сокращение и расформирование дивизии
В 1994 году 105-й танковый полк был переформирован в 84-й отдельный танковый батальон.В 1997 году 84-й отдельный танковый батальон расформирован
509-й отдельный инженерно-десантный батальон был объединён с 186-м отдельным морским инженерным батальоном и переформирован в 708-й отдельный инженерно-десантный батальон.
К 2005 году личный состав дивизии был сокращён до 3100 человек:
- 106-й полк морской пехоты,
- 165-й Уссурийский казачий полк морской пехоты,
- 390-й полк морской пехоты,
- 921-й артиллерийский полк,
- 923-й зенитный ракетный полк,
- 84-й отдельный танковый батальон,
- 263-й гвардейский отдельный разведывательный батальон,
- 708-й отдельный инженерно-десантный батальон,
- 1484-й отдельный батальон связи и другие части боевого и тылового обеспечения[1].

Были упразднены танковый полк, артиллерийский полк и зенитно-ракетный полк.
1 декабря 2009 года 55-я дивизия морской пехоты была расформирована. На базе 165-го полка морской пехоты была развёрнута 155-я отдельная бригада морской пехоты.
390-й полк морской пехоты, 165-й полк морской пехоты, 921-й артиллерийский полк и 923-й зенитно-ракетный полк бывшей 55-й дивизии морской пехоты расформированы.

## Герои соединения
- Боровиков, Владимир Валерьевич — лейтенант, командир десантно-штурмового взвода 165-го пмп. Присвоено звание Герой России 3 марта 1995 года, посмертно[16]
- Гапоненко, Павел Николаевич — майор, начальник разведки 106-го пмп. Присвоено звание Герой России 14 февраля 1996 года, посмертно[12]
- Днепровский, Андрей Владимирович — прапорщик, командир пулемётно-гранатомётного взвода 165-го пмп. Присвоено звание Герой России 1 декабря 1995 года, посмертно[17]
- Захарчук, Андрей Николаевич — мичман, командир инженерно-сапёрного взвода 106-го пмп. Присвоено звание Герой России 1 декабря 1995 года, посмертно[18]
- Фирсов, Сергей Александрович — старший лейтенант, командир разведывательной роты 141-го гвардейского танкового полка (Фирсов был откомандирован в состав 165-го пмп). Присвоено звание Герой России 3 мая 1995 года, посмертно[19][20]

## Командиры 55-й дмп
Неполный список командиров 55-й дмп:
- Шапранов П. Т. — 1967—1971 гг.
- Казарин П. Ф. — 1971—1975 гг.
- Горохов В. И. — 1975—1977 гг.
- Юхимчук Владимир Александрович — 1977—1980 гг.
- Яковлев В. А. — 1980—1982 гг.
- Говоров В. М. — 1982—1986 гг.
- Корниенко В. Т. — 1986—1989 гг.
- Домненко А. Ф. — 1989—1994 гг.
- Холод B.C. — 1994—1996 гг.
- Корнеев B.C. — 1996—2000 гг.
- Смоляк А. Е. — 2000—2002 гг.
- Плешко М. Г. — 2002—2005 гг.
- Олейников В. А. — 2005—2007 гг.
- Пушкин С. В. — 2007—2009 гг.